# Richard Waterhouse Jr.
Pour les articles homonymes, voir Waterhouse.
Richard Waterhouse (12 janvier 1832 - 20 mars 1876) est un brigadier général confédéré de la guerre de Sécession.

## Avant la guerre
Waterhouse naît dans le comté de Rhea, Tennessee. Alors adolescent, il quitte la maison familiale pour combattre lors de la guerre américano-mexicaine. Après son retour, lui et ses parents déménagent vers San Augustin, au Texas, en 1849. Là, il s'engage dans une affaire commerciale jusqu'à l'éclatement de la guerre de Sécession.

## Guerre de Sécession
Pendant la guerre de Sécession, il contribue à lever le 19th Texas Infantry (en) dans et autour de Jefferson et est élu colonel de l'unité, le 13 mai 1862. Il sert sous Thomas C. Hindman et Théophilus H. Holmes , en Arkansas et sous Richard Taylor en Louisiane.
À Milliken's Bend, Louisiane, le 18 août 1862, il reçoit des éloges d'Henry Eustace McCulloch (en) pour avoir mené une charge déterminée contre les troupes fédérales à portée de l'artillerie des canonnières de l'Union. McCulloch, « non seulement par une charge valeureuse et désespérée sur la digue », mais en repoussant l'ennemi « au bord même de la rivière et à bout portant et portée directe la canonnière de l'ennemi ». Après le transfert dans la brigade de William R. Scurry, il combat à Mansfield et à Pleasant Hill au cours de la campagne de la Red River au printemps 1864.
Le général E. Kirby Smith, qui est le commandant du département du trans-Mississippi, est impressionné par Waterhouse et il nomme Waterhouse, brigadier général avec une date de prise de rang au 30 avril 1864. La promotion n'est confirmée par le président confédéré Jefferson Davis que le 17 mars 1865 et par le sénat confédéré le 18, le dernier jour où les législateurs sont en session avant que le gouvernement ne s'effondre.

## Après la guerre
Après la guerre, Waterhouse vit à San Antonio et à Jefferson, au Texas, où il fait de la spéculation foncière. Il tombe en bas d'un escalier dans un hôtel à Waco, le 18 mars 1876. Cela aboutit à un cas grave de pneumonie qui cause sa mort deux jours plus tard, le 20 mars. Il est enterré à Jefferson, Texas.